# John Hedberg (predikant)
Per Johan "John" Hedberg, född 23 maj 1854 i Ör i Askersunds socken, död 17 mars 1916 i Fröskogs socken, var en svensk baptistpredikant och filantrop.
John Hedberg var son till torparen Per Gustav Andersson och växte upp i en pietistisk familj. I tonåren kom han i skräddarlära. 1871 anslöt han sig till den baptistiska rörelsen och blev medlem av baptistförsamlingen i Askersund. Redan kort därefter blev han resepredikant och hade stor framgång, vid samfundets konferens 1872 rapporterades han ha skaffat 80 nya medlemmar till en församling, 40 till en annan och 30 till en tredje. 1873 kallades han till Norrköpings baptistförsamling som biträdande predikant. Genom baptistförsamlingens omsorg lyckades han 1874 få en frielevplats vid Betelseminariet, och utexaminerades 1877 med mycket goda betyg, och kallades därefter som pastor till Göteborgs första baptistförsamling. Under studietiden var han en av grundarna av Sveriges Kristliga Ynglingaförbund och styrelseledamot där 1884-1912. Hedberg var 1879-1883 pastor i Baptistförsamlingen Salem i Stockholm. Här uppstod dock genom Hedbergs häftiga humör konflikter vilket delade församlingen i två läger, för och emot Hedberg. 1883 valde de lojala att bryta sig ur Salemförsamlingen och bilda en egen, Ebeneserförsamlingen, vilken 1885-1886 lät bygga Ebeneserkyrkan på Brännkyrkagatan. Hedberg var samtidigt 1881-1889 ledamot av baptistsamfundets förvaltningskommitté. Han var även medstiftare av Stockholms evangeliska predikantförbund 1897 och föreståndare av John Hedbergs stiftelse för värnlösa från 1905.
Stiftelsen som bildats genom en donation från Lars Olsson Smith tog som sin uppgift att ordna med fosterhemsplaceringar av alkoholisters barn. Hedberg kom dock att få stark kritik för skötseln av stiftelsen, särskilt sedan man köpt upp gårdar för att placera barn på i väntan på permanenta hem. Man köpte bland annat in Hedbergs svärfars gård Kristineberg i Fröskogs socken, en herrgårdsliknande byggnad som Hedberg själv kom att använda som tjänstebostad under stor del av året. Efter nya konflikter med de närmaste medarbetarna i Ebeneserförsamlingen valde han 1905 att lämna sin post som pastor för att helt ägna sig åt socialt arbete. Under de närmaste åren kom han att kortare tider knyta sig till olika baptistförsamlingar som predikant, dock råkade han i konflikt med alltfler församlingar och fick allt svårare att hitta några att samarbeta med. Verksamheten för stiftelsen fick undan för undan skäras ned och till slut återstod endast barnhemmet vid Kristinedal, där John Hedberg var bosatt under sina sista år i livet.